# Красноселски район
Красноселски район е административен район на Централен окръг в Москва.